# 노가쿠부마에역
노가쿠부마에역(일본어: 農学部前駅)은 일본 가가와현 기타 군 미키정에 위치한 다카마쓰코토히라 전기철도 나가오 선의 철도역이다. 단선 승강장 1면 1선의 구조를 갖춘 지상역이다.

## 이용 현황
| 승차 인원 추이 | 승차 인원 추이 |
| 연도           | 1일 평균       |
| -------------- | -------------- |
| 2011           | 631            |
| 2012           | 655            |
| 2013           | 698            |
| 2014           | 708            |
| 2015           | 732            |

## 역 주변
- 가가와 현도 12호 미키코쿠분지 선
- 가가와 현도 42호 고미노마에다히가시 선

## 역사
- 1912년 4월 30일 : 다카마쓰 전기 궤도의 다나카미치역으로서 개업.
- 1943년 11월 1일 : 회사 합병에 의해 다카마쓰 고토히라 전기 철도 나가오 선의 역이 됨.
- 1950년 4월 10일 : 노다이마에역으로 개칭.
- 1958년 2월 1일 : 노가쿠부마에역으로 개칭.

## 인접 역
| 다카마쓰코토히라 전기철도 나가오 선          | 다카마쓰코토히라 전기철도 나가오 선 | 다카마쓰코토히라 전기철도 나가오 선 |
| -------------------------------------------- | ----------------------------------- | ----------------------------------- |
| N 10 이케노베 가와라마치 · 다카마쓰칫코 방면 | ■ 나가오 선                         | 히라기 N 12 나가오 방면             |